# Eduard I. Starší
Eduard I. Starší (cca 870 – 17. července 924) byl králem Anglie v letech 899 až 924. Byl synem Alfréda Velikého a stal se anglickým králem po jeho smrti. Byl panovníkem v době, kdy se království Wessex transformovalo do království Anglie. I když byl označován jako král Anglie, území, které patřilo pod jeho správu, bylo mnohem menší než území současné Anglie.

## Dětství
Z pěti dětí, které se narodily Alfrédovi a jeho ženě Eahlswith a dožily se jinošského věku, byl Eduard druhým nejstarším synem. Přesné datum jeho narození není známo. Jeho rodiče se vzali roku 868 a jeho starší sestra se narodila brzy poté. Eduard se zřejmě narodil někdy mezi roky 874 až 877.
V Asserově knize Život krále Alfréda se uvádí, že Eduard byl vzděláván spolu se svou starší sestrou u dvora. Jeho mladší sestra Ethelgifu se, zřejmě z důvodu zdravotních problémů, připravovala pro církevní kariéru a později se stala abatyší v Shaftesbury. Jeho nejmladší bratr se učil latinský jazyk, což naznačuje, že se měl také věnovat církevnímu životu.
I když byl nejstarším synem vládnoucího krále, nebylo jisté, že bude jeho následníkem. Až asi do roku 890 byli v následnictví na trůn před ním bratranci Ethelwold a Ethelhelm, synové Ethelreda, Alfrédova staršího bratra a jeho předchůdce na wessexském trůnu. Zmínky o Ethelhelmovi končí roku 890, kdy zřejmě zemřel. Pro nástupnictví Ethelwolda svědčila i jeho větší zkušenost a vyšší věk (byl asi o 10 let starší než Eduard).

## Rané období vlády
Po Alfrédově smrti se jeho trůnu domáhal Eduardův bratranec Ethelwold, který zahájil povstání. Obsadil Wimborne v Dorsetu, kde byl pohřben jeho otec a Christchurch. Eduard se přesunul do Badbury a nabídl mu, aby se vojensky utkali, ale Ethelwold odmítl opustit Wimborne. V době kdy již Eduard připravoval útok na Wimborne Ethelwold v noci utekl k Dánům v Northumbrii, kde se prohlásil za krále. Mezitím byl Eduard 8. června 900 v Kingstonu korunován.
Roku 901 připlul Ethelwold s lodí do Essexu a podporoval Dány ve Východní Anglii ke vzpouře. Příští rok zaútočil na Crickdale a Braydon. Eduard dorazil se svou armádou a obě vojska se utkala v bitvě u Holme. Ethelwold a Eohric, dánský král Východní Anglie, v této bitvě padli.
Roku 909 vyslal Eduard armádu, která měla zneklidnit obyvatele Northumbrie. Následující rok Northumbrie odpověděla tím, že napadla Mercii, ale jejich vojsko bylo nuceno utkat se se spojeným vojskem Mercie a Wessexu v bitvě u Tettenhallu, kde byli poraženi. Od té doby se už síly Northumbrie nepokusily překročit řeku Humber.
Eduard poté pokračoval ve stavbě sítě opevnění (burh), jejíž základ byl položen v době Alfrédovy vlády. V té době vznikly pevnosti v Hertfordu, Withamu, Bridgnorthu, Tamworthu, Staffordu a Warwicku. Tento systém pevností udržoval Dány u pobřeží.

## Dosažené úspěchy
Eduard dosáhl rozšíření vlády Wessexu na území Mercie, Východní Anglie a Essexu dobytím území obývaným Dány. Dokázal také roku 911 obsadit a ovládnout Londýn, Oxford a oblasti v okolí těchto měst. Od roku 918 se všichni Dánové na jih od řeky Humber stali jeho poddanými. Na konci jeho vlády ho Norové, Skotové a Walesané uznávali jako svého vladaře. Uznání Eduarda jako svého vladaře Skoty, vedlo jeho nástupce k nároku na skotský trůn.
Eduard reorganizoval církev ve Wessexu a vytvořil nová biskupství v Ramsbury, Wellsu a Creditonu. Navzdory této aktivitě existuje jen málo údajů o tom, že byl Eduard horlivým příslušníkem církve. Naopak papež mu vytýkal, že se o církevní záležitosti a náboženství málo stará.
Zemřel, když vedl armádu do boje proti vzpouře Walesanů a Mercie 17. července 924 ve Fradonu a byl pochován v novém chrámu ve Winchesteru, který sám založil roku 901

## Rodina
Eduard měl čtyři sourozence, včetně Ethelfeldy, královny Mercie, a Elfthrythy, hraběnky flanderské. On sám měl ze tří manželství asi sedmnáct dětí.
Eduard se okolo roku 893 oženil s mladou ženou Ecgwynn a z jejich svazku vzešel pozdější Eduardův následník Ethelstan. Když se Eduard stal králem, Ecgwynn zavrhl a oženil se kolem roku 901 s Ælfflæd, dcerou hraběte Ethelhelme z Wiltshire. Jejich syn Elfweard se mohl stát Eduardovým následníkem ale zemřel asi dva týdny po otcově smrti a byl pochován s ním. Potřetí se Eduard oženil asi roku 919 s Edgivou, dcerou hraběte Sigehelma z Kentu.
Děti
S Ecgwynn:
- Ethelstan – král Anglie (924–939)
- Alfréd – zemřel velmi mladý
- Eadith – manželka krále Sigtrygga z Yorku

S Elffled (Aelffaed):
- Elfweard – král Anglie (17. červenec 924 – 1. srpen 924)
- Edwin – podkrál z Kentu, zemřel v roce 933
- Edflaed – jeptiška ve Wintone
- Edwiga z Wessexu – manželka západofranského krále Karla III. Francouzského
- Eadhilda – manželka franského vévody a pařížského hraběte Huga Velikého
- Edita Anglická – manželka německého krále Oty I.
- Elfleda – jeptiška ve Winchesteru
- Adivea – manželka kontinentálního knížete, možná českého knížete Boleslava II.
- Ethelfleda – abatyše v Romsey
- Ethelhilda – jeptiška v Romsey

S Edgivou:
- Edmund I. – král Anglie (939–946)
- Edred – král Anglie (946–955)
- Eadgifu – manželka krále Ludovíta III. z Provence
- Edburga – jeptiška v Nunnanminsteru